# Augusta di Schleswig-Holstein-Sonderburg-Glücksburg
Principessa Augusta di Schleswig-Holstein-Sonderburg-Glücksburg (Glücksburg, 27 giugno 1633 – Augustenborg, 26 maggio 1701) è stata una principessa danese-tedesca della linea maggiore di Glücksburg del duchi di Schleswig-Holstein. Fu la prima duchessa di Augustenborg per matrimonio. La linea reale, il palazzo, e la città di Augustenborg, furono chiamate in suo onore.
Bis-bisnipote di Cristiano III di Danimarca, era la terza figlia femmina, ottava per nascita, del duca Filippo di Schleswig-Holstein-Sonderburg-Glücksburg e della principessa Sofia Edvige di Sassonia-Lauenburg. Era sorella di Sofia Dorotea di Schleswig-Holstein-Sonderburg-Glücksburg, elettrice di Brandeburgo.

## Famiglia e figli
Il 15 giugno 1651, a Copenaghen, sposò suo cugino di primo grado Ernest Gunther (14 ottobre 1609 - 18 gennaio 1689), figlio del duca Alessandro di Schleswig-Holstein-Sonderburg e di sua moglie la contessa Dorotea di Schwarzburg-Sondershausen. Ebbero dieci figli:
1. Federico (10 dicembre 1652 - 3 agosto 1692)
2. Sofia Amalia (25 agosto 1654 - 7 dicembre 1655)
3. Filippo Ernesto (24 ottobre 1655 - 8 settembre 1677)
4. Sofia Augusta (2 febbraio 1657 - 20 luglio 1657)
5. Luisa Carlotta (13 aprile 1658 - 2 maggio 1740), sposò il 1º gennaio 1685 il duca Federico Luigi di Schleswig-Holstein-Sonderburg-Beck
6. Ernestina Giustina (30 luglio 1659 - 18 ottobre 1662)
7. Ernesto Augusto (3 ottobre 1660 - 11 maggio 1731)
8. Dorotea Luisa (11 ottobre 1663 - 21 aprile 1721), badessa di Itzehoe dal 1686 al 1721
9. un figlio 18 dicembre 1665
10. Federico Guglielmo (18 novembre 1668 - 3 giugno 1714)

## Ascendenza
|                                                                |                                               |                                                                              | Genitori                                                                     |  |  | Nonni |  |  | Bisnonni                          |  |  | Trisnonni                       |  |
|                                                                |                                               |                                                                              |                                                                              |  |  |       |  |  | 8. Cristiano III, re di Danimarca |  |  | 16. Federico I, re di Danimarca |  |
|                                                                |                                               |                                                                              |                                                                              |  |  |       |  |  | 8. Cristiano III, re di Danimarca |  |  | 16. Federico I, re di Danimarca |  |
|                                                                |                                               | 17. Anna di Brandeburgo                                                      |                                                                              |  |  |       |  |  | 8. Cristiano III, re di Danimarca |  |  |                                 |  |
| 4. Giovanni, I duca di Schleswig-Holstein-Sonderburg           |                                               |                                                                              |                                                                              |  |  |       |  |  | 8. Cristiano III, re di Danimarca |  |  |                                 |  |
|                                                                |                                               | 9. Dorotea di Sassonia-Lauenburg                                             | 18. Magnus I, IV duca di Sassonia-Lauenburg                                  |  |  |       |  |  |                                   |  |  |                                 |  |
|                                                                |                                               | 9. Dorotea di Sassonia-Lauenburg                                             | 18. Magnus I, IV duca di Sassonia-Lauenburg                                  |  |  |       |  |  |                                   |  |  |                                 |  |
|                                                                |                                               | 9. Dorotea di Sassonia-Lauenburg                                             | 19. Caterina di Brunswick-Wolfenbüttel                                       |  |  |       |  |  |                                   |  |  |                                 |  |
| 2. Filippo, I duca di Schleswig-Holstein-Sonderburg-Glücksburg |                                               | 9. Dorotea di Sassonia-Lauenburg                                             |                                                                              |  |  |       |  |  |                                   |  |  |                                 |  |
|                                                                |                                               | 10. Ernst III, VIII duca di Brunswick-Grübenhagen                            | 20. Filippo I, VII duca di Brunswick-Grübenhagen                             |  |  |       |  |  |                                   |  |  |                                 |  |
|                                                                |                                               | 10. Ernst III, VIII duca di Brunswick-Grübenhagen                            | 20. Filippo I, VII duca di Brunswick-Grübenhagen                             |  |  |       |  |  |                                   |  |  |                                 |  |
|                                                                |                                               | 10. Ernst III, VIII duca di Brunswick-Grübenhagen                            | 21. Caterina di Mansfeld-Vorderort                                           |  |  |       |  |  |                                   |  |  |                                 |  |
| 5. Elisabetta di Brunswick-Grübenhagen                         |                                               | 10. Ernst III, VIII duca di Brunswick-Grübenhagen                            |                                                                              |  |  |       |  |  |                                   |  |  |                                 |  |
|                                                                |                                               | 11. Margherita di Pomerania-Wolgast                                          | 22. Giorgio I, XII duca di Pomerania-Wolgast e XI duca di Pomerania-Stettino |  |  |       |  |  |                                   |  |  |                                 |  |
|                                                                |                                               | 11. Margherita di Pomerania-Wolgast                                          | 22. Giorgio I, XII duca di Pomerania-Wolgast e XI duca di Pomerania-Stettino |  |  |       |  |  |                                   |  |  |                                 |  |
|                                                                |                                               | 11. Margherita di Pomerania-Wolgast                                          | 23. Amalia del Palatinato                                                    |  |  |       |  |  |                                   |  |  |                                 |  |
| 1. Augusta di Schleswig-Holstein-Sonderburg-Glücksburg         |                                               | 11. Margherita di Pomerania-Wolgast                                          |                                                                              |  |  |       |  |  |                                   |  |  |                                 |  |
|                                                                | 12. Francesco I, V duca di Sassonia-Lauenburg | 24. Magnus I, IV duca di Sassonia-Lauenburg (= 18)                           |                                                                              |  |  |       |  |  |                                   |  |  |                                 |  |
|                                                                | 12. Francesco I, V duca di Sassonia-Lauenburg | 24. Magnus I, IV duca di Sassonia-Lauenburg (= 18)                           |                                                                              |  |  |       |  |  |                                   |  |  |                                 |  |
|                                                                | 12. Francesco I, V duca di Sassonia-Lauenburg | 25. Caterina di Brunswick-Wolfenbüttel (= 19)                                |                                                                              |  |  |       |  |  |                                   |  |  |                                 |  |
| 6. Francesco II, VI duca di Sassonia-Lauenburg                 | 12. Francesco I, V duca di Sassonia-Lauenburg |                                                                              |                                                                              |  |  |       |  |  |                                   |  |  |                                 |  |
|                                                                |                                               | 13. Sibilla di Sassonia                                                      | 26. Enrico IV, X duca di Sassonia                                            |  |  |       |  |  |                                   |  |  |                                 |  |
|                                                                |                                               | 13. Sibilla di Sassonia                                                      | 26. Enrico IV, X duca di Sassonia                                            |  |  |       |  |  |                                   |  |  |                                 |  |
|                                                                |                                               | 13. Sibilla di Sassonia                                                      | 27. Caterina di Meclemburgo-Schwerin                                         |  |  |       |  |  |                                   |  |  |                                 |  |
| 3. Sofia Edvige di Sassonia-Lauenburg                          |                                               | 13. Sibilla di Sassonia                                                      |                                                                              |  |  |       |  |  |                                   |  |  |                                 |  |
|                                                                |                                               | 14. Giulio, XV principe di Brunswick-Wolfenbüttel e VI principe di Calenberg | 28. Enrico V, XIV principe di Brunswick-Wolfenbüttel                         |  |  |       |  |  |                                   |  |  |                                 |  |
|                                                                |                                               | 14. Giulio, XV principe di Brunswick-Wolfenbüttel e VI principe di Calenberg | 28. Enrico V, XIV principe di Brunswick-Wolfenbüttel                         |  |  |       |  |  |                                   |  |  |                                 |  |
|                                                                |                                               | 14. Giulio, XV principe di Brunswick-Wolfenbüttel e VI principe di Calenberg | 29. Maria di Württemberg-Mömpelgard                                          |  |  |       |  |  |                                   |  |  |                                 |  |
| 7. Maria di Brunswick-Wolfenbüttel                             |                                               | 14. Giulio, XV principe di Brunswick-Wolfenbüttel e VI principe di Calenberg |                                                                              |  |  |       |  |  |                                   |  |  |                                 |  |
|                                                                |                                               | 15. Edvige di Brandeburgo                                                    | 30. Gioacchino II, XII principe elettore di Brandeburgo                      |  |  |       |  |  |                                   |  |  |                                 |  |
|                                                                |                                               | 15. Edvige di Brandeburgo                                                    | 30. Gioacchino II, XII principe elettore di Brandeburgo                      |  |  |       |  |  |                                   |  |  |                                 |  |
|                                                                |                                               | 15. Edvige di Brandeburgo                                                    | 31. Edvige di Polonia                                                        |  |  |       |  |  |                                   |  |  |                                 |  |
|                                                                |                                               | 15. Edvige di Brandeburgo                                                    |                                                                              |  |  |       |  |  |                                   |  |  |                                 |  |

## Titoli e trattamento
- 27 giugno 1633 - 15 giugno 1651: sua altezza serenissima, principessa Augusta di Schleswig-Holstein-Sonderburg-Glücksburg
- 15 giugno 1651 - 18 gennaio 1689: sua altezza serenissima, la duchessa di Schleswig-Holstein-Sonderburg-Augustenburg
- 18 gennaio 1689 - 26 maggio 1701: sua altezza serenissima, la duchessa madre di Schleswig-Holstein-Sonderburg-Augustenburg